# Paragem de Trajinha
A Paragem de Trajinha foi uma interface da Linha da Beira Alta, que servia a localidade de Trajinha, no Distrito da Guarda, em Portugal.

## Descrição
O abrigo de plataforma situava-se do lado nascente da via (lado esquerdo do sentido ascendente, a Vilar Formoso).

## História
A Linha da Beira Alta foi inaugurada em 3 de Agosto de 1882, pela Companhia dos Caminhos de Ferro Portugueses da Beira Alta.
Em 1932, a Companhia da Beira Alta construiu uma plataforma na gare de Trajinha, que então possuía a categoria de apeadeiro.

Nos horários de 1984, Trajinha tinha a categoria de paragem, e era servida por comboios regionais e semi-directos da operadora Caminhos de Ferro Portugueses.